# Pavage carré adouci
Le pavage carré adouci est, en géométrie, un pavage semi-régulier du plan euclidien, constitué de carrés et de triangles équilatéraux. Son dual est le pavage du Caire.